# Biju
 (août 2025).
Si vous disposez d'ouvrages ou d'articles de référence ou si vous connaissez des sites web de qualité traitant du thème abordé ici, merci de compléter l'article en donnant les références utiles à sa vérifiabilité et en les liant à la section « Notes et références ».
Pour les articles homonymes, voir Biju (homonymie).
Le Biju est la fête religieuse bouddhiste la plus importante des Jumma. Elle a lieu, généralement au moment de la pleine lune, au début du mois d'avril. Elle marque la fin d'une année et le début de la nouvelle. Le biju se déroule sur plusieurs jours et se divise en trois moments importants : le ful biju, mul biju et gorjya porhya din. Le ful biju est consacré à la préparation des festivités : décoration des maisons avec des fleurs. Le mul biju est le jour où on rend visite à chaque maisonnée, de village en village. Les jeunes femmes et les jeunes garçons vont chercher de l'eau fraîche aux sources et aux puits afin d'offrir des bains aux personnes âgées. Ces dernières donnent alors des bénédictions pour que les jeunes aient plus tard des enfants. Les maîtres de maison offrent alors les mets préparés pour la fête : des plats cuisinés, de l'alcool de riz fait maison, de la bière artisanale, des sucreries... et enfin, le gorjya porhya din est un moment de repos après le mul biju.